# NHK Hybridcast

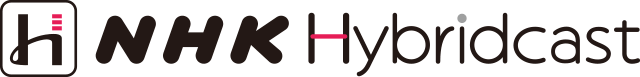
NHK Hybridcastのロゴ

NHK Hybridcast（エヌエイチケイ ハイブリッドキャスト）は、日本放送協会 (NHK) が2013年9月2日から開始した、放送とインターネットを融合させた無料のサービスである。開始当初は総合テレビでのみサービスしていたが、現在は総合に加えEテレ、BS、BSプレミアム4Kでも対応している。データ放送は引き続き視聴可能である。

## 概要
ハイブリッドキャストは、HTML5を用いて高画質な画像やアニメーションなど大量な情報を放送と同じ品質で表示することが可能である。将来は、番組に関連したインターネット情報の提供、ソーシャルネットと連動、双方向利用、スタジオを自分好みに変更、などが可能になる予定である。類似するデータ放送に比して、BML技術を用いて放送波の空きスペースに情報を載せることから容量に限りがあり、文字など少量の情報しか表示できない。2013年10月現在はNHKのみだが、民放各局もサービスを検討しているが、CMを考慮して画面上にコンテンツを重ねて表示することは消極的である。サービス開始時は「独立型」でニュースや気象情報、為替のみであるが、秋以降は「放送連動型」で放送に連動したコンテンツ (VOD) などのサービスが加わる予定である。ハイブリッドキャストが視聴可能なものは、開始当初東芝のレグザ「Z8Xシリーズ」、「Z7シリーズ」、「J7シリーズ」とパナソニックのビエラ「WT600」、「VT60シリーズ」、「FT60シリーズ」のみであったが、2014年9月からソニーのブラビアも対応するなど対応機種が増える。2020年3月29日から配信仕様が変更され、2019年モデルを含むシャープのアクオスの多くの機種で動画コンテンツが試聴できなくなるなど（動画以外のサービスは利用可能）、仕様変更による影響が今後他社製品にも出てくる可能性がある。
放送連動型としては、「双方向クイズ 天下統一」の2013年12月20日「紅白」の回から対応した。この場合、連携には別途Android搭載のスマートフォンもしくはタブレットが必要になる。
きょうの料理の2014年3月31日放送からEテレに対応し、9月29日からしごとの基礎英語も対応、Biz+サンデーの2014年10月5日放送からBS1で、世界ふれあい街歩き2014年10月7日放送からBSプレミアムで、それぞれ初めてサービスを開始した。

## コンテンツ
- NHK Hybridcastホーム
- NHK NEWS WEB
- スクロールニュース
- 番組表 - 一週間先までと過去最大30日分の情報を閲覧することができる。
- 気象
- あなたの街の空
- スポーツ
- ビジネス - 東証一部、外国為替、海外市場の情報を閲覧することができる。
- 連続テレビ小説 - 各エピソードのあらすじや見どころをまとめた予告映像、登場人物の相関図を閲覧する事ができる。
- 大河ドラマ - 番組の収録セットを360度のパノラマ風景で見渡せる「360°ビュー」の他、スペシャル映像やフォトギャラリーが閲覧できる。また、通常のデータ放送であるNHKデータオンラインに直接アクセスする事ができ、あらすじや登場人物などが確認できる。
- 旬美暦 - 二十四節気、七十二候を言葉と美しい画像とで表現したコンテンツ。
- みのがしなつかし - NHKが放送した過去の番組やニュースの一部が動画で見られる。
- おはなしのくに
- Hybridcast Player - 放送中の番組を巻き戻して冒頭から番組を視聴することができる。
- Hybridcastランチャー - スマートフォン、タブレットでHybridcastを利用するためのアプリ
- あさイチ - スゴ技Q
- きょうの料理
- しごとの基礎英語
- 世界ふれあい街歩き
- 大相撲 - 当日の十両、幕内の取組から自分の見たい一番を見ることができる。
- かおテレビ
- 経済フロントライン